# Achada Monte
Achada Monte és una vila al nord de l'illa de Santiago a l'arxipèlag de Cap Verd. Està situada a 8 kilòmetres al nord-est de Calheta de São Miguel.